# Rich Little
Richard Caruthers "Rich" Little (Ottawa, Ontário, 26 de novembro de 1938) é um ator, roteirista, produtor e comediante canadense conhecido por suas imitações de pessoas famosas e apelidado de "O homem de mil vozes".

## Biografia
Nasceu em Ottawa, Ontário, Canadá. Filho do médico Lawrence Peniston e de Elizabeth Maud. No início da adolescência, formou uma parceria com Geoffrey Scott, outro impressionista que mais tarde se tornaria político, a dupla concentrava-se a reproduzir as vozes dos políticos canadenses como o então Primeiro-ministro do Canadá John George Diefenbaker e o prefeito de Ottawa Charlotte Whitton. Aos 17 anos, eles apresentavam-se profissionalmente em casas noturnas. Rich Little atuava em teatros de Ottawa e tornou-se um disc jockey de sucesso, frequentemente incorporando imitações em seu show. Em 1963, Mel Tormé,  que estava produzindo um espectáculo de variedades para Judy Garland, o convida para uma audição. Após o teste, ele ganhou o emprego e, em 1964, fez sua estréia na televisão americana no The Judy Garland Show da CBS, onde ele surpreendia Garland com suas imitações de várias celebridades. Em especial, sua imitação de James Mason em A Star Is Born encantava Garland.

## Carreira
Em 1966 e 1967, o ator apareceu no sitcom da ABC,  Love on a Rooftop, estrelado por Judy Carne.
Little era um convidado frequente em talk shows. Enquanto conversava com Johnny Carson, famoso apresentador do The Tonight Show, capturava perfeitamente sua voz e seus muitos maneirismos em palco. Sua imitação de Richard Nixon tornou-se bastante conhecida. Em 1991, ele repetiu o papel de Nixon como um doador de esperma ideal na mente da personagem Gina Blake da soap opera Santa Barbara. Durante a década de 1970, fez muitas aparições em televisão retratando o presidente Nixon. Em 1974,  foi nomeado "Comediante do ano" pela American Guild of Variety Artists.
Sua série de TV mais conhecida foi The Kopycats, segmento de uma hora de duração do The ABC Comedy Hour, transmitida pela primeira vez em 1972. Gravados na Inglaterra, estes espectáculos de variedades eram compostos por imitações de celebridades, com os atores em trajes de gala e maquiagem para cada personagem. O elenco incluiu Rich Little, Frank Gorshin, Marilyn Michaels, George Kirby, Joe Baker, Fred Travalena, Charlie Callas e Peter Goodwright.

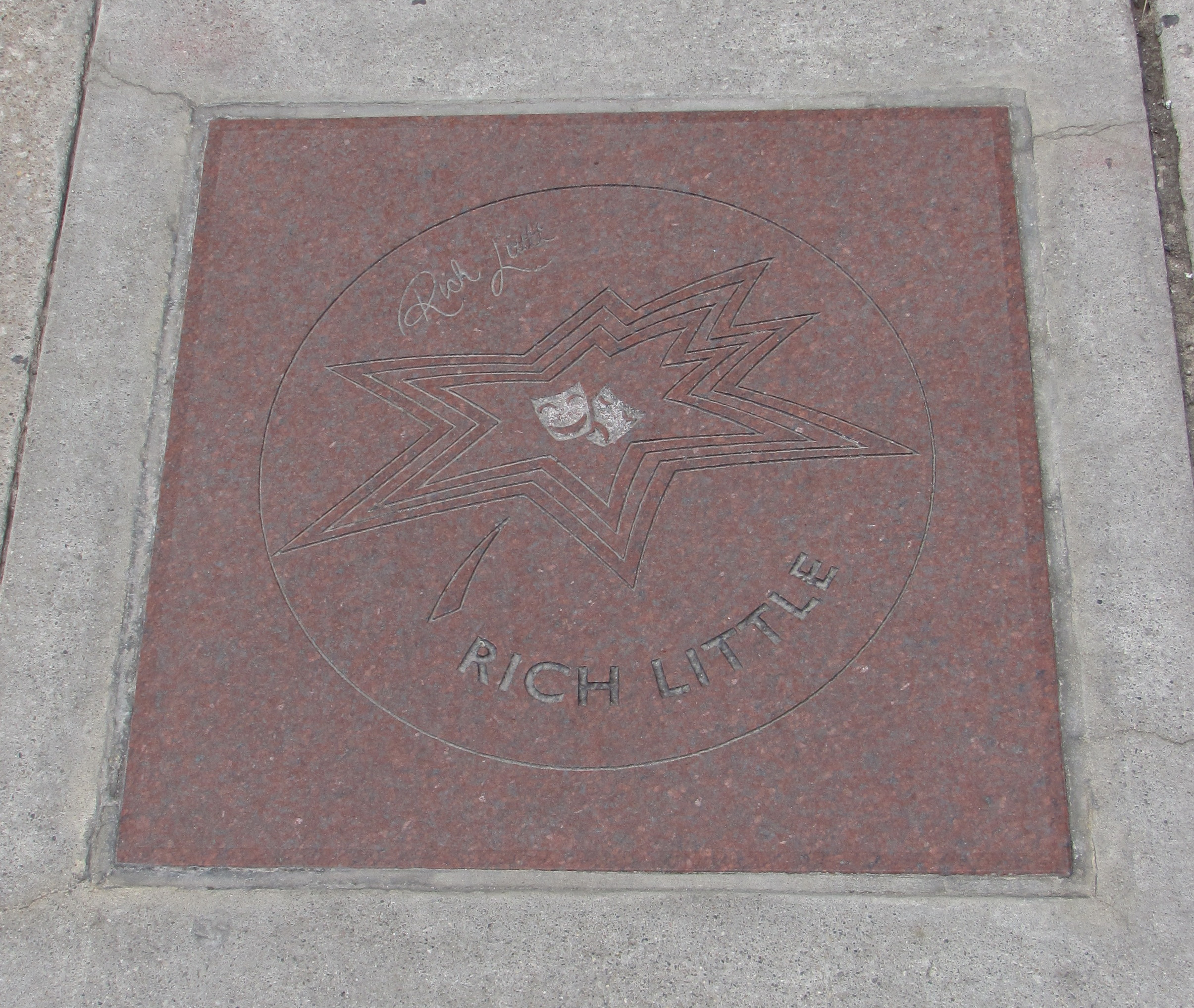
Estrela de Rich Little na Calçada da Fama do Canadá.

The Rich Little Show (1976) e The New You Asked for It (1981) foram tentativas de apresentar Little em sua própria pessoa, longe de sua galeria de caracterizações.
Little atuou em vários especiais da HBO incluindo Rich Little's Christmas Carol, produção de 1978. Ele também apareceu em vários filmes e lançou nove álbuns. Quando David Niven revelou-se muito doente para a sua voz ser utilizada em suas aparições nos filmes Trail of the Pink Panther (1982) e Curse of the Pink Panther (1983), Little fez o overdub, prestou ajuda semelhante para o Christmas at the Movies, um especial de natal em 1991, proporcionando um dub não creditado para o velho ator e dançarino Gene Kelly. Como um canadense nativo, ele também emprestou sua voz para a narração de dois especiais que foram os precursores para a série animada The Raccoons, The Christmas Raccoons (1980) e The Raccoons on Ice (1981). 
Em 2007, Little foi o anfitrião do jantar da White House Correspondents' Association (Associação dos Correspondentes da Casa Branca). Comenta-se que o presidente Bush teria apreciado o desempenho de Little, mas o imitador foi criticado por alguns jornalistas que afirmaram que "suas piadas eram velhas e de pessoas mortas (Johnny Carson, Richard Nixon e Ronald Reagan)." 
Foi casado com Jeanne Worden de 1971 até o divórcio em 1989. O casal tem uma filha, Bria. Em 1994, casou-se com Jeannette Markey, eles se divorciaram em 1997. Desde 2003, está casado com Marie Marotta.